# Acide δ-aminolévulinique
Pour les articles homonymes, voir ALA.
L’acide δ-aminolévulinique (ALA) est le premier composé intermédiaire de la biosynthèse des porphyrines, qui conduit à l'hème chez les mammifères et à la chlorophylle chez les plantes. Chez les eucaryotes non photosynthétiques tels que les animaux dont les insectes, les champignons et les protozoaires, ainsi que chez les bactéries du groupe des protéobactéries, il est produit à partir de glycine et de succinyl-CoA par l'ALA synthase (EC 2.3.1.37). Ce composé est exporté dans le cytosol où il peut être transformé en porphobilinogène.
Chez les plantes, les algues, les bactéries (hormis les protéobactéries) et les archées, il est biosynthétisé à partir de l'acide glutamique, le glutamyl-ARNt et le glutamate-1-semialdéhyde.
Ainsi, ce composé chimique est commun à l'ensemble de tous les règnes du vivant.
Son dosage urinaire, chez l'homme, est utile au diagnostic de l'intoxication au plomb, et de la porphyrie aiguë intermittente.